# Озеро Онтарио (Титан)
Онтарио (лат. Ontario Lacus) — углеводородное озеро Титана (спутника Сатурна), площадью почти 20 000 км2, что примерно равно площади земного озера Онтарио, в честь которого и было названо озеро Титана. Состоит из метана, этана и пропана. Расположено в южном полушарии, вблизи от южного полюса, координаты: 73° ю. ш. 175° в. д. / 73° ю. ш. 175° в. д. Был открыт в 2005 году.
Озеро 235 км в длину и от 50 до 100 км в ширину. Радиолокационные измерения, проведённые в июле 2009 года и январе 2010 года показывают, что средняя глубина озера 0,4 — 3,2 м, а максимальная глубина 2,9 — 7,4 м. Сравнение фотографий, сделанных КА Кассини позволило утверждать, что уровень озера снизился более чем на 4 м.
Подробные изображения радара Кассини полученные 12 января 2010 года показывают, что на северном побережье озера находятся горы, высотой около 1 км. Южнее центра озера наблюдается его сужение. Южное побережье озера имеет округлую форму. С запада и севера в Онтарио впадает несколько рек.
На озере почти отсутствуют волны, что говорит либо об отсутствии ветра в районе южного полюса либо о высокой вязкости жидкости озера.